# Membrana elástica
Una membrana elástica es un elemento estructural de pequeño espesor y escasa rigidez flexional que sólo puede resistir tensiones de tracción.

## Descripción geométrica
Geométricamente una membrana se caracteriza por poseer una superficie media curva y un pequeño espesor a un lado y otro de la superficie media. Usualmente los puntos de una lámina se representan mediante tres parámetros (u, v, z), dos de ellos (u, v) para representar la superficie media y otro en la dirección perpendicular para representar el espesor. Así los puntos de una membrana pueden representar mediante el vector de posición:

{\displaystyle \mathbf {r} (u,v,z)=\mathbf {R} (u,v)+z\mathbf {n} }

Donde:
{\displaystyle \mathbf {R} (u,v)} es el vector de posición de un punto de la superficie media.
{\displaystyle \mathbf {n} } es el vector normal en cada punto a la superficie media.
{\displaystyle -h/2\leq z\leq h/2} es una coordenada a lo largo del espesor.
{\displaystyle h\,}, es el espesor total de la membrana
Cuando se aplican fuerzas desde el lado convexo y en la dirección del vector normal a la superficie media la membrana se deforma por el efecto de estos de esfuerzos normales. En cada punto de dicha superficie las tensiones de la membrana estará relacionada con las fuerzas que actúan y los radios de curvatura según dos direcciones perpendiculares.

## Ecuaciones de equilibrio
En términos de la presión normal a la superficie media de una membrana las tensiones según dos direcciones perpendiculares se relacionan mediante:

(1){\displaystyle {\frac {\sigma _{u}}{\rho _{u}}}+{\frac {\sigma _{v}}{\rho _{v}}}={\frac {p}{h}}}

Donde:
{\displaystyle u,v\,} son dos coordenadas ortogonales sobre la superficie media de la membrana.
{\displaystyle \rho _{u},\rho _{v}\,} son los radios de curvatura de las líneas coordenadas u y v.
{\displaystyle \sigma _{u},\sigma _{v}\,} son los tensiones según de las líneas coordenadas u y v.
{\displaystyle p\,}, es la presión perpendicular a la membrana.
{\displaystyle h\,}, es el espesor de la membrana.

## Membrana de Prandtl
Un caso particular de membrana es el de una membrana de forma casi plana, es decir, cuya desviación respecto a la forma plana es pequeña, y con una tracción por unidad de longitud constante en su borde. En ese supuesto la (1) se puede escribir calculando el inverso del radio de curvatura a partir de la derivada segunda de la deflexión respecto a la forma recta. Resulta así la ecuación:

(2){\displaystyle {\frac {\partial ^{2}w}{\partial x^{2}}}+{\frac {\partial ^{2}w}{\partial y^{2}}}={\frac {p}{t}}}

Donde:
{\displaystyle w\,} es la deflexión de la membrana desde el plano original.
{\displaystyle p\,} es la presión perpendicular a la membrana.
{\displaystyle t\,} es la tracción por unidad de longitud uniforme en el borde de la membrana.

### Analogía de Prandtl
La anterior ecuación de la membrana fue usada por Prandtl (1903) para estudiar las tensiones de torsión, de tipo Saint-Venant pura, en un elemento resistente de sección no circular. Concretamente Prandtl probó que si se considera una membrana de la misma forma que la sección resistente cuya torsión pretende estudiarse y se somete a dicha membrana a una diferencia de presión entre un lado y otro de la membrana, la forma adoptada por la membrana informa cómo serían las distribuciones en el caso de la torsión.
Para ver en detalle la analogía de la membrana de Prandtl, se considera el campo vectorial de tensiones tangenciales asociadas a la torsión, que además cumplen la ecuación:

{\displaystyle {\boldsymbol {\tau }}=(\tau _{zx},\tau _{zy}),\qquad {\frac {\partial \tau _{zx}}{\partial x}}+{\frac {\partial \tau _{zy}}{\partial y}}=0}

Para una sección simplemente conexa cuyo borde sea una curva suave, puede definirse una función escalar de tensiones tal que:

(3){\displaystyle \tau _{zx}={\frac {\partial \phi }{\partial y}},\tau _{zy}=-{\frac {\partial \phi }{\partial x}},\qquad {\frac {\partial ^{2}\phi }{\partial x^{2}}}+{\frac {\partial ^{2}\phi }{\partial y^{2}}}=-2G\theta }

Siendo {\displaystyle \theta \,} el ángulo girado por la sección bajo el efecto de la torsión. Esta ecuación es análoga a (2) si se hacen las siguientes identificaciones:

## Depósitos para fluidos
Los depósitos para contener fluidos se caracterizan por tener un estado de tracción biaxial. En los depósitos que contienen gases, la presión se puede considerar uniforme sobre todas las paredes, mientras que en los depósitos que contienen líquidos la presión que este ejerce sobre las paredes varía con la altura.

### Depósito cilíndrico bajo presión uniforme
En un depósito cilíndrico de radio R y altura H, sometido a una presión uniforme p, la tensión máxima se da en dirección perimetral y la tensión mínima en dirección longitudinal, concretamente la primera es el doble de la otra. Usando coordenadas cilíndricas y usando el hecho de que el radio de curvatura en dirección longitudinal es infinito se tiene que:

{\displaystyle \lim _{R_{z}\to \infty }\left({\frac {\sigma _{z}}{R_{z}}}+{\frac {\sigma _{\theta }}{R_{\theta }}}\right)={\frac {\sigma _{\theta }}{R}}={\frac {p}{e}}\qquad \Rightarrow \qquad \sigma _{\theta }={\frac {pR}{e}}}

Donde:
{\displaystyle e\,}, es el espesor de la pared del depósito.
{\displaystyle \sigma _{\theta },\sigma _{z}\,}, son las tensiones perimetral y longitudinal respectivamente.
La tensión longitudinal se puede obtener calculando la tensión de tracción de una mitad del depósito sobre la otra, la ecuación de equilibra lleva a:

{\displaystyle (2\pi Rt)\sigma _{z}=(\pi R^{2})p\qquad \Rightarrow \qquad \sigma _{z}={\frac {pR}{2e}}}

### Depósito esférico bajo presión uniforme
En un depósito esférico de radio R, sometido a una presión uniforme p, la tensión máxima es idéntica en todas direcciones viene dada por:

{\displaystyle {\frac {\sigma }{R}}+{\frac {\sigma }{R}}={\frac {p}{e}}\qquad \Rightarrow \qquad \sigma ={\frac {pR}{2e}}}

Donde:
{\displaystyle e\,}, es el espesor de la pared del depósito.

### Depósito cilíndrico para líquidos
En un depósito cilíndrico de radio R, lleno de un líquido de densidad ρ hasta la altura H, la presión aumenta linealmente bajo la superficie libre del fluido. La tensión en dirección perimetral a una altura y se calcula de modo sencillo:

{\displaystyle \lim _{R_{z}\to \infty }\left({\frac {\sigma _{z}}{R_{z}}}+{\frac {\sigma _{\theta }}{R_{\theta }}}\right)={\frac {\sigma _{\theta }}{R}}={\frac {\rho g(H-y)}{e}}\qquad \Rightarrow \qquad \sigma _{\theta }=\rho g(H-y){\frac {R}{e}}}

Donde:
{\displaystyle e\,}, es el espesor de la pared del depósito.
{\displaystyle \sigma _{\theta },\sigma _{z}\,}, son las tensiones perimetral y longitudinal respectivamente.
La tensión longitudinal dependerá en este caso fuertemente del modo de sustentación del depósito.